# Гамовська конференція
Гамовська міжнародна астрономічна конференція — конференція, яка проходить в Одесі кожного серпня, найбільша астрономічна конференція України. Названа на честь фізика й астрофізика, урожденця Одеси Георгія Гамова. Теми включають космологію, гравітацію, фізику астрочастинок, астрофізику, змінні зорі, астроінформатику, радіоастрономію, Сонце, Сонячну систему, астробіологію, астрономічну освіту та популяризацію науки. Обрані конференційні доповіді після рецензування виходять, як статті в «Одеських астрономічних публікаціях». Звіти публікуються у популярному виданні Одеський астрономічний календар.

## Історія

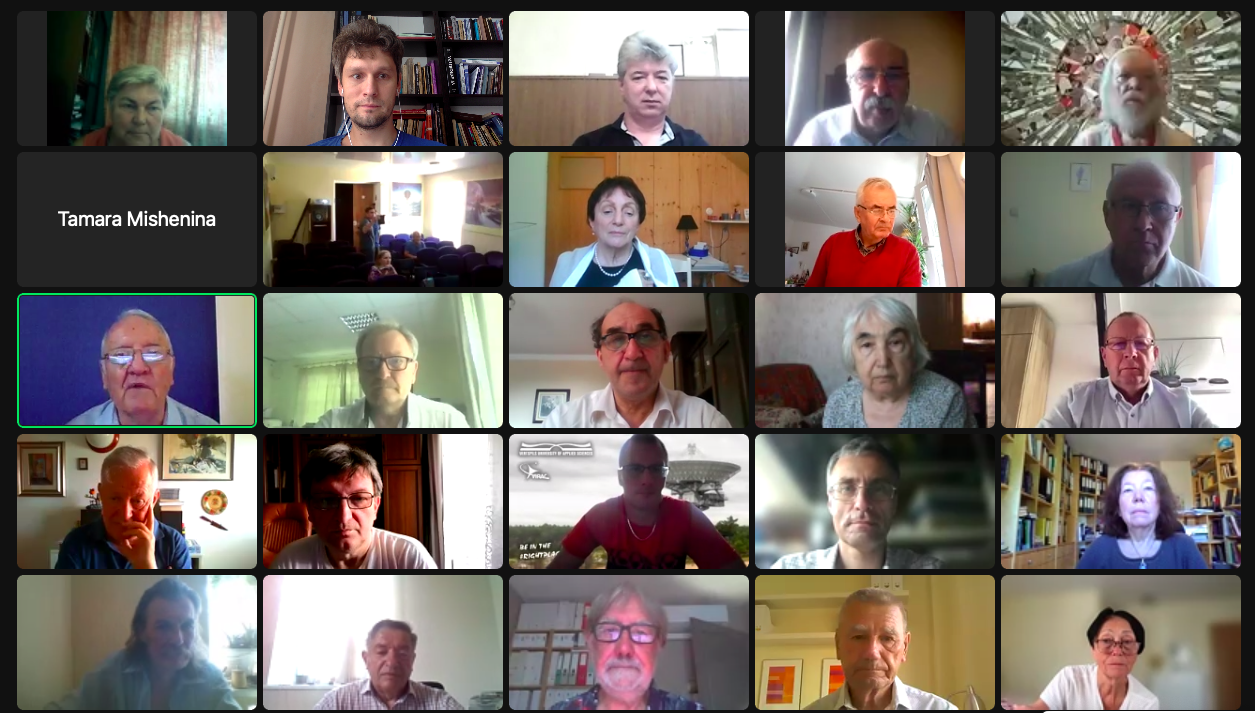
Онлайн-конференція 2023 року

Гамовські конференції почали проводитись 1994 року і проходили кожні 5 років — до ювілеїв з дня народження Гамова (за винятком конференції 2015 року, яка припала на його 111-річчя). Літні школи почали проводитись 2000 року, і відтоді проходять майже щорічно (за винятком 2004 року, коли проходила тільки конференція), причому останні роки вони вже називаються конференціями-школами. Коли школа й конференція проходять в один рік, кожна має свій номер. Конференції та школи різних років присвячувались не тільки ювілеям Гамова, а й іншим визначним датам в історії науки, що відбивається, зокрема, на програмі меморіальних доповідей, присвячених означеним подіям та особам.

## Список Гамовських конференцій і шкіл
- 5—10 вересня 1994 року: Конференція «Астрофізика та космологія після Гамова»
- 16—22 серпня 1999 року: Гамовська меморіальна міжнародна конференція
- 2000 рік, Астрономічна школа молодих науковців[1]
- 12—17 серпня 2001 року: Астрономічна школа молодих науковців[1]
- 18—24 серпня 2002 року: Гамовська одеська астрономічна літня школа молодих науковців[2]
- 18—22 серпня 2003 року: Гамовська літня астрономічна школа[3]
- 8—14 серпня 2004 року: Гамовська меморіальна міжнародна конференція[4]
- 15—20 серпня 2005 року: 5-та Гамовська одеська астрономічна літня школа[5]
- 1—6 серпня 2006 року: 6-та Літня Гамовська школа[6]
- 7—12 серпня 2007 року: 7-ма Гамовська одеська астрономічна літня школа. Присвячена 100-річчю В. П. Цесевича[7]
- 18—23 серпня 2008 року: 8-ма Гамовська одеська астрономічна літня школа[8][9]
- 17—23 серпня 2009 року: 4-та Гамовська міжнародна конференція, 9-та Гамовська літня школа[10]
- 23—28 серпня 2010 року: 10-та Міжнародна Гамовська літня школа[11]
- 22—28 серпня 2011 року: 11-та Міжнародна Гамовська конференція-школа[12]
- 20—26 серпня 2012 року: 12-та Міжнародна Гамовська конференція-школа[13]
- 19—25 серпня 2013 року: 13-та Міжнародна Гамовська школа-конференція[14]
- 17—24 серпня 2014 року: 14-та Міжнародна Гамовська конференція-школа[15]
- 16—23 серпня 2015 року: 5-та Гамовська меморіальна міжнародна конференція, 15-та Гамовська літня школа, присвячена 111-річчю Г. А. Гамова, 150-річчю Одеського університету, 50-річчю реліктоового випромінювання, 110-річчю спеціальної теорії відносності, 100-річчю загальної теорії відносності[16]. Фотогалерея 2
- 14—20 серпня 2016 року: 16-та Гамовська літня школа. Присвячена 145-річчю Одеської обсерваторії, 100-річчю В. Л. Гінзбурга, 100-річчю Й. С. Шкловського[17][18]. .Фотогалерея
- 13—20 серпня 2017 року 17-та Гамовська конференція-школа. Присвячена 110-річчю В. П. Цесевича, 100-річчю космологічної сталої в рівнянні Ейнштейна[19][20]. Фотогалерея
- 12—18 серпня 2018 року: 18-та Одеська міжнародна астрономічна Гамовська конференція-школа. Присвячена 100-річчю НАНУ, 150-річчю К. Д. Покровського, 130-річчю О. О. Фрідмана, 110-річчю В. П. Глушка, 80-річчю М. С. Комарова, 350-річчю створення І. Ньютоном телескопа-рефлектора[21]. Фотогалерея
- 11—18 серпня 2019 року: 6-та Гамовська міжнародна конференція, 19-та Гамовська літня школа. Присвячені 115-річчю Г. А. Гамова, 150-річчю створення Д. І. Менделєєвим періодичної системи елементів, 100-річчю Міжнародного астрономічного союзу[22][23]. Фотогалерея
- 9—16 серпня 2020 року: 20-та Гамовська міжнародна астрономічна конференція-школа. Присвячена 155-річчю Одеського університету, 55-річчю реліктового випромінювання, 140-річчю О. Я. Орлова, 170-річчю О. К. Кононовича[24][25]
- 15—21 серпня 2021 року: 21-ша Одеська міжнародна астрономічна Гамовська конференція-школа[26] Фотогалерея
- 22—26 серпня 2022 року: 22-га Гамовська конференція-школа. Присвячена 115-річчю В. П. Цесевича, 90-річчю реєстрації космічних радіохвиль К. Янським, 100-річчя моделі О. О. Фрідмана для нестаціонарного Всесвіту, 30-річчю Одеського астрономічного товариства[27][28][29]
- 21—25 серпня 2023 року: 23-тя Гамовська міжнародна астрономічна конференція. Присвячена 155-річчю К. Д. Покровського, 380-річчю І. Ньютона, 550-річчю М. Коперника, 85-річчю М. С. Комарова, пам'яті В. М. Шульги. Фотогалерея
- 19—23 серпня 2024 року: 24-та Гамовська міжнародна астрономічна конференція. Присвячена 120-річчю Г. А. Гамова і 30-річчю від початку проведення Гамовських конференцій.